# Metro de Tokio
El Metro de Tokio (東京地下鉄 Tōkyō chikatetsu?) es un sistema de transporte operado por dos compañías diferentes, la compañía Buró de transporte de Tokio y Tokyo Metro. 
La red del Metro de Tokio no se debe de confundir con la red de trenes urbanos y suburbanos (cercanías) de Japan Railways (JR).
Tokio cuenta con 13 líneas de metro, con una longitud total de 304,5 km, lo que la convierte en la octava mayor red de metro del mundo, después de las de Shanghái, Pekín, Ciudad de México, Londres, Guangzhou, Nueva York, Moscú y Seúl. Es el segundo más usado del mundo, con 2500 millones de usuarios cada año, va detrás del Metro de Moscú, con 2600 millones. A nivel nacional va por delante del Metro de Osaka, que es usado por 880 millones de usuarios/año. La primera línea de metro de Asia, fue inaugurada en Tokio en diciembre de 1927. En 1995 tuvo repercusión internacional cuando el grupo terrorista Aum Shinrikyō ("Verdad Suprema") perpetró varios atentados con gas sarín (un gas nervioso) en las instalaciones del metro, provocando la muerte a 27 personas.

## Red
| Color de la línea | Letra       | Número de línea | Línea                           | Japonés        | Ancho de Vía |             |             |             |             |
| Tokyo Metro       | Tokyo Metro | Tokyo Metro     | Tokyo Metro                     | Tokyo Metro    | Tokyo Metro  | Tokyo Metro | Tokyo Metro | Tokyo Metro | Tokyo Metro |
| ----------------- | ----------- | --------------- | ------------------------------- | -------------- | ------------ | ----------- | ----------- | ----------- | ----------- |
| Naranja           |             | Línea 3         | Línea Ginza                     | 銀座線         | 1,435 mm     |             |             |             |             |
| Rojo              |             | Línea 4         | Línea Marunouchi                | 丸ノ内線       | 1,435 mm     |             |             |             |             |
| Rojo              |             | Línea 4         | Línea Marunochi (Rama auxiliar) | 丸ノ内線分岐線 | 1,435 mm     |             |             |             |             |
| Plata             |             | Línea 2         | Línea Hibiya                    | 日比谷線       | 1,067 mm     |             |             |             |             |
| Azul Cielo        |             | Línea 5         | Línea Tozai                     | 東西線         | 1,067 mm     |             |             |             |             |
| Verde             |             | Línea 9         | Línea Chiyoda                   | 千代田線       | 1,067 mm     |             |             |             |             |
| Amarillo          |             | Línea 8         | Línea Yūrakuchō                 | 有楽町線       | 1,067 mm     |             |             |             |             |
| Violeta           |             | Línea 11        | Línea Hanzōmon                  | 半蔵門線       | 1,067 mm     |             |             |             |             |
| Turquesa          |             | Línea 7         | Línea Namboku                   | 南北線         | 1,067 mm     |             |             |             |             |
| Marrón            |             | Línea 13        | Línea Fukutoshin                | 副都心線       | 1,067 mm     |             |             |             |             |
| Toei Metro        |             |                 |                                 |                |              |             |             |             |             |
| Rosa              |             | Línea 1         | Línea Asakusa                   | 浅草線         | 1,435 mm     |             |             |             |             |
| Azul              |             | Línea 6         | Línea Mita                      | 三田線         | 1,067 mm     |             |             |             |             |
| Verde claro       |             | Línea 10        | Línea Shinjuku                  | 新宿線         | 1,372 mm     |             |             |             |             |
| Fucsia            |             | Línea 12        | Línea Ōedo                      | 大江戸線       | 1,435 mm     |             |             |             |             |

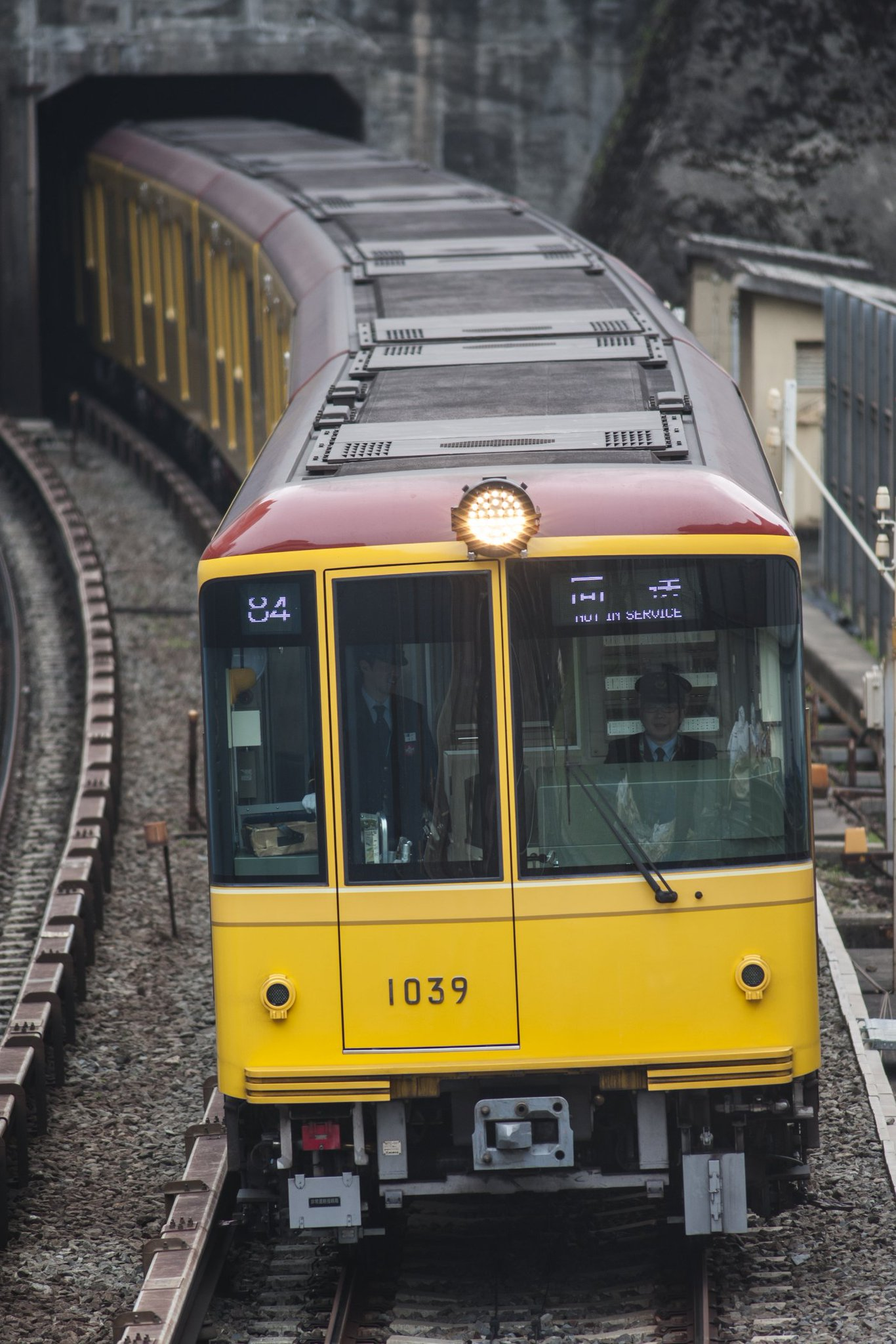
Tren en la línea Ginza de la compañía Tokyo Metro.

Nueve de las trece líneas son gestionadas por la compañía Tokyo Metro (東京メトロ - Tōkyō Metoro); que también comparte derecho de paso con seis operadores: Tōkyū, Seibu Railway, Ferrocarriles Tōbu, JR East, Compañía Ferroviaria Yokohama Minato-Mirai, y Ferrocarril Rápido de Tōyō. Las otras cuatro líneas son gestionadas por el Gobierno Metropolitano de Tokio (Toei). Los 23 barrios especiales de Tokio cuentan con 231 estaciones – con un promedio de una estación por cada 1,66 km² dentro de la región de 23 ciudades. Por supuesto, en las áreas de las ciudades centrales convergen y se cruzan diferentes líneas de metro, contando con estaciones muy próximas.
Con tantas líneas de metro, sin duda se encontrará muy cerca de donde quiera ir. Podrá cambiar de una línea a otra y de línea de metro a los trenes de cercanías. Esto favorece las conexiones rápidas, aunque con frecuencia la red es muy enmarañada. Por ejemplo, la estaciones Nagatacho (línea Yurakucho) y Akasaka-Mitsuke (línea Marunouchi) se encuentran a tan sólo 250 metros, medidos en línea recta.

## Tarifas

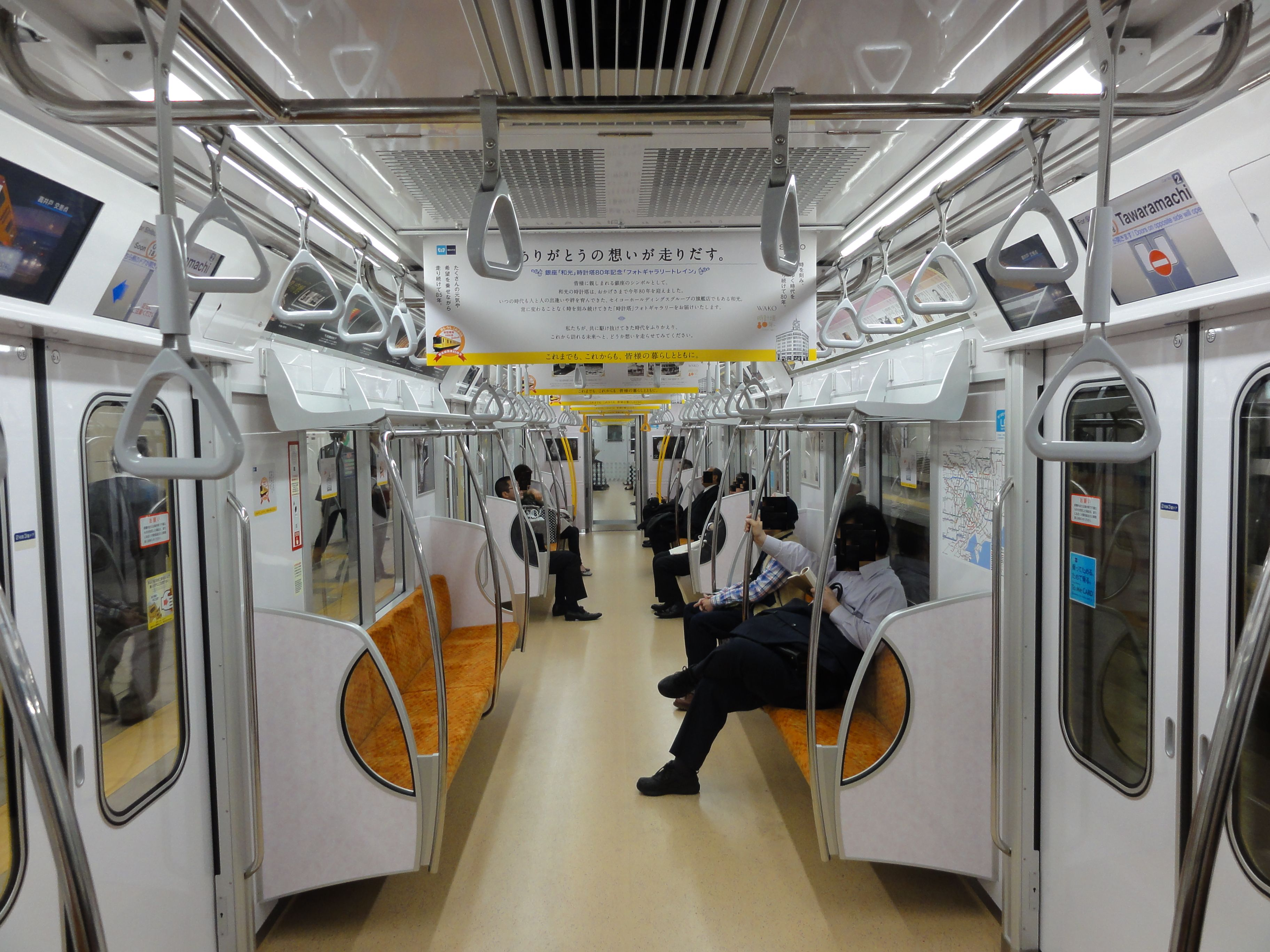
Interior de un metro, de la serie Tōkyo Metro 1000.

Los precios del transporte sobre rieles dependen de la distancia entre la salida y la llegada. El billete más barato cuesta 130-160 yenes. No hay abonos de 10 viajes y lo más frecuente es pagar por trayecto.
Hay varios pases de un día:
- Tokyo Metro 1-day Open Ticket. Solo permite usar la red de Tokyo Metro. 710 yenes. Se vende en las estaciones de Tokyo Metro.
- One-day Economy Pass. Solo para los autobuses y los metros de Toei. 700 yenes. A la venta en las estaciones de Toei
- Tokunai Pass. Para usar solo los trenes urbanos de JR. 730 yenes.
- Common 1-day Ticket (Ichinichi Josya Ken). Permite usar las dos redes de metro, Tokio y Toei. 1.000 yenes. Se vende en todas las estaciones de metro.
- Tokyo Round Tour Ticket (Tokyo Furii Kippu) Para viajar en todo el metro, los autobuses y los trenes JR en Tokio. 1.580 yenes. Se vende en las estaciones de tren JR y de metro Toei

Nota: los pases de Tokyo Metro se pueden comprar en el aeropuerto, a la llegada, más baratos que se si compran en Tokio ciudad; más información)
Si no se puede calcular fácilmente la cantidad hay que pagar hasta un destino --aunque hay listas en inglés de destinos y precios--, lo mejor es comprar el billete más barato en una máquina y, al llegar, antes de los tornos de salida, introducir el billete en una Fare Adjustement Machine.  Esta máquina dirá en inglés si hay que pagar más.
Las máquinas de venta no muestran un listado de estaciones, sino botones con precios. Antes de comprar, hay que saber cuánto cuesta el billete hasta el destino.
La opción que ahorra dolores de cabeza es comprar una tarjeta recargable y que las máquinas de los tornos vayan restando el dinero oportuno. Se trata de tarjetas con chip, que permiten, además, pequeños pagos en tiendas, cafés y restaurantes. Hay dos tipos:
- PASMO, de las empresas del metro
- Suica, de los trenes JR

Ambas tarjetas se usan indistintamente (los lectores PASMO entienden los chips Suica y viceversa) y evitan tener que calcular el coste del billete y de los posibles transbordos. Se pasa la tarjeta por el lector de los tornos al entrar y al salir.
A tener en cuenta:
- si se hace un transbordo entre líneas de metro de diferentes compañías, se paga un extra
- el billete se valida al entrar y al salir (metro y tren)

## Estaciones por línea
En las trece líneas del metro de Tokio, se distribuyen 274 estaciones. El siguiente listado tiene todas las estaciones por línea.

### Líneas Toei
Cuenta con cuatro líneas y tiene 106 estaciones distribuidas por las cuatro líneas.

#### Línea Toei Asakusa (浅草線)

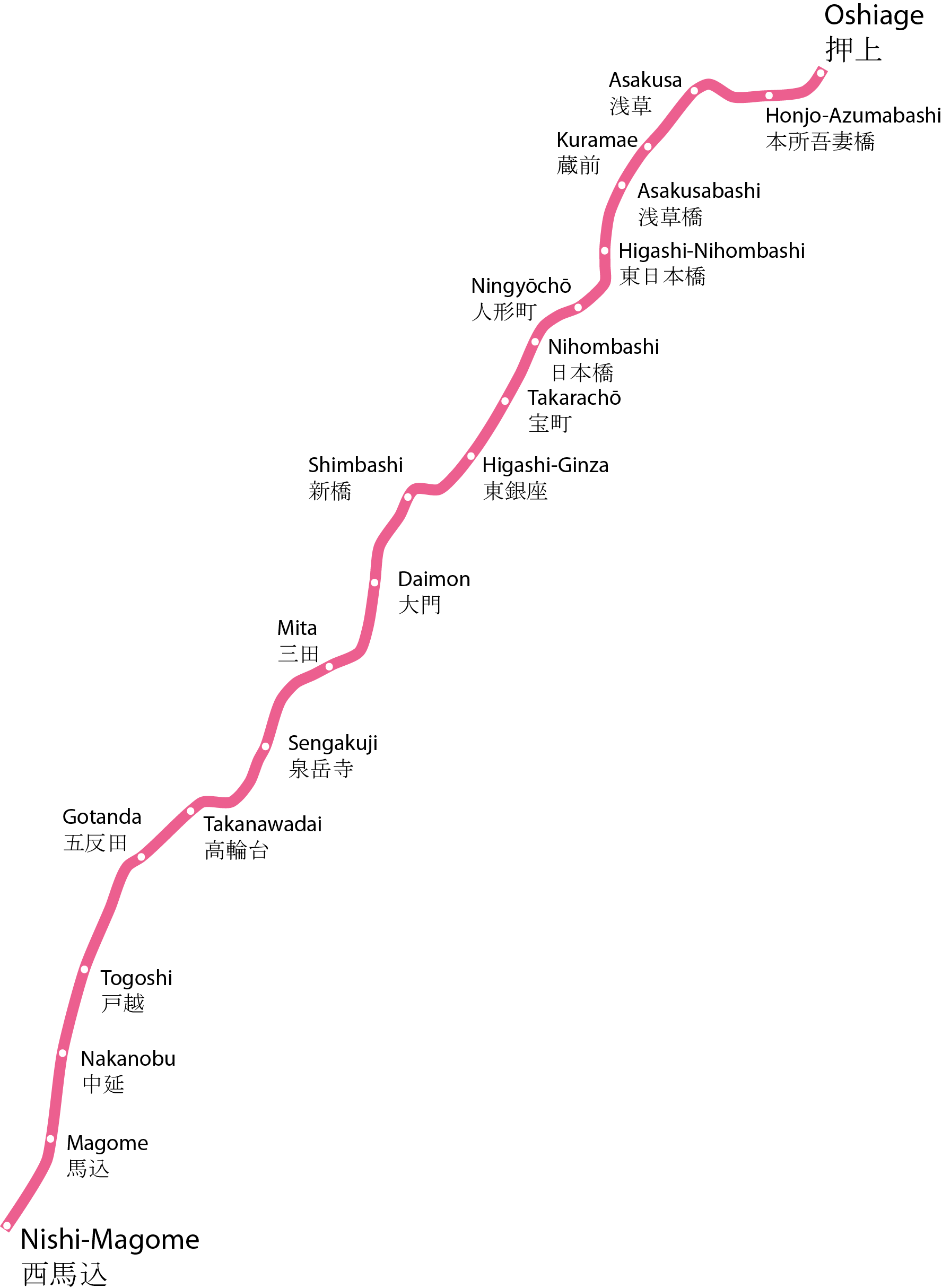
Mapa de la línea Toei Asakusa.

La línea Asakusa (浅草線 - Asakusa sen) comparte derecho de vía con la compañía Keikyu Railway, Keisei Railway y Hokuso Railway. Los trenes de todas estas compañías ofrecen un servicio expréss en toda la línea Asakusa y de igual manera los trenes de Toei ofrecen un servicio especial por las líneas de las compañías anteriormente mencionadas.  

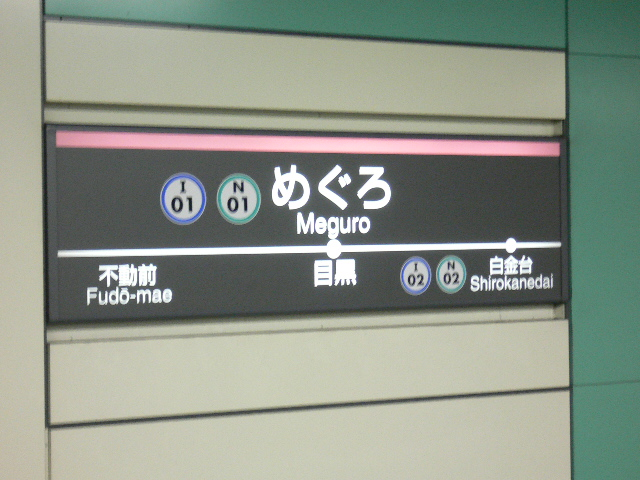
Señalamiento indicando el número de estación (Línea I Línea Mita y N Línea Nanboku).

- A-01. Nishi-Magome
- A-02. Magome
- A-03. Nakanobu
- A-04. Tagoshi
- A-05. Gotanda
- A-06. Takanawadai
- A-07. Sengakuji
- A-08. Mita
- A-09. Daimon
- A-10. Shimbashi
- A-11. Higashi-Ginza
- A-12. Takaracho
- A-13. Nihombashi
- A-14. Ningyocho
- A-15. Higashi-Nihombashi
- A-16. Asakusabashi
- A-17. Kuramae
- A-18. Asakusa
- A-19. Honjo-Azumabashi
- A-20. Oshiage

#### Línea Toei Mita (三田線)
- I-01. Meguro
- I-02. Shirokanedai
- I-03. Shirkane-Takanawa
- I-04. Mita
- I-05. Shiba-Koen
- I-06. Oniramon
- I-07. Uchi-Saiwaicho
- I-08. Hibiva
- I-09. Otemachi
- I-10. Jimbocho
- I-11. Siudobashi
- I-12. Kasuga
- I-13. Hakusan
- I-14. Sengoku
- I-15. Sugamo
- I-16. Nishi-Sugamo
- I-17. Shin- Itabashi
- I-18. Itabashe-Kuyakushomae
- I-19. Itabashi-Honcho
- I-20. Motohasunuma
- I-21. Shimura-Sakaue
- I-22. Shimura-Sanchome
- I-23. Hasune
- I-24. Nishidai
- I-25. Takashimadeira
- I-26. Shin-Takashimadaira
- I-27. Nishi-Takashimadaira

#### Línea Toei Shinjuku (新宿線)
- S-01. Shinjuku
- S-02. Shinjuku-Sanchome
- S-o3. Akebonobashi
- S-04. Ichigaya
- S-05. Kudanshita
- S-06. Jimbocho
- S-07. Ogawamachi
- S-08. Iwamotocho
- S-09. Bakuro-Yokoyama
- S-10. Hamacho
- S-11. Morishta
- S-12. Kikukawa
- S-13. Simumoshi
- S-14. Nishi-Ojima
- S-15. Ojima
- S-16. Higashi-Ojima
- S-17. Funabori
- S-18. Ichinoe
- S-19. Mizue
- S-20. Shinozaki
- S-21. Motoyawata

#### Línea Toei Oedo (大江戸線)

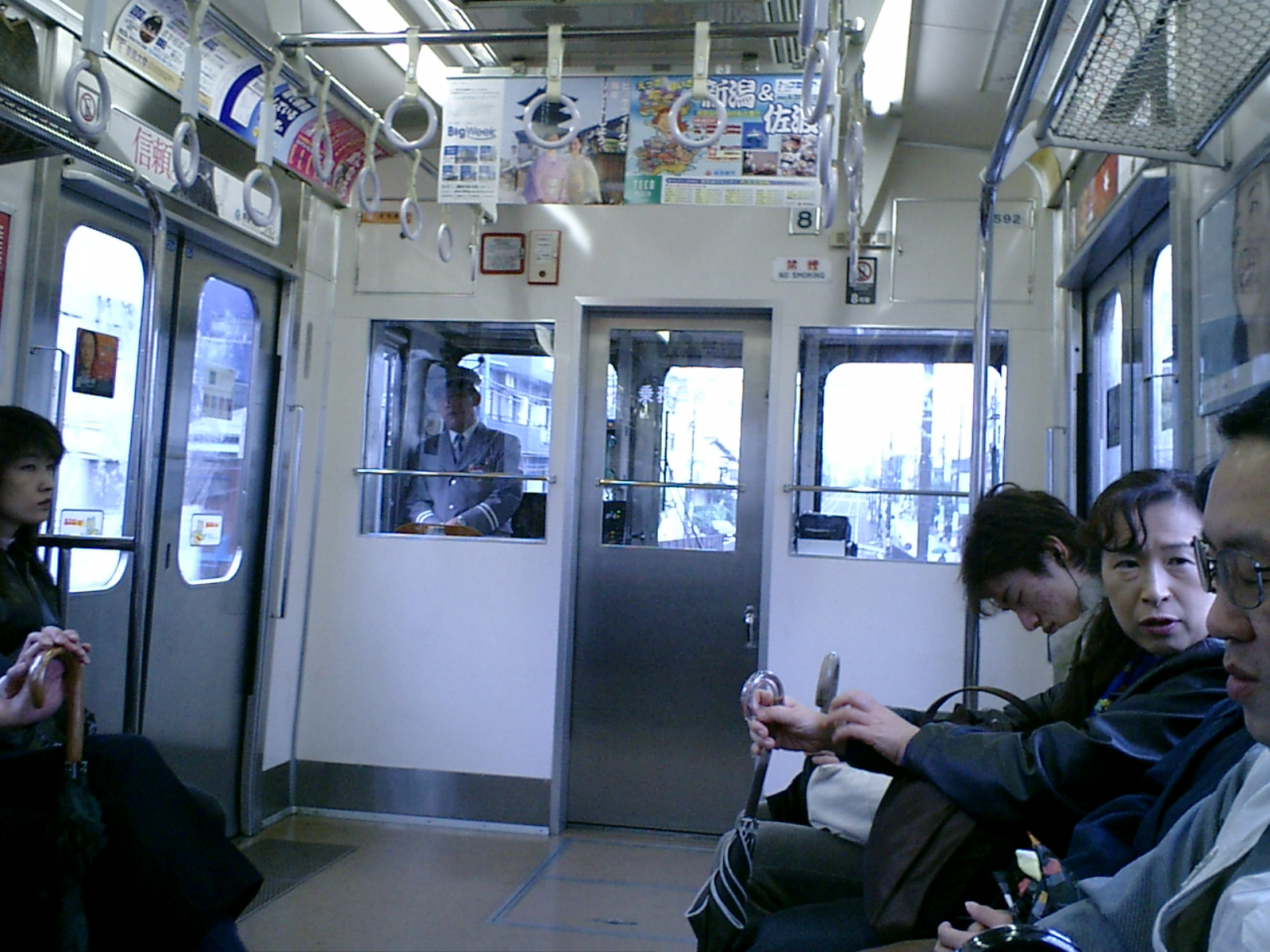
Último vagón del metro con el conductor.

- E-01. Shinjuku-Nishiguchi
- E-02. Hingashi-Shinjuku
- E-03. Wakamatsu-Kawada
- E-04. Ushigome-Yanagicho
- E-05. Ushigome-Kagurazaka
- E-06. Idabashi
- E-07. Kasuga
- E-08. Hongo-Sanchome
- E-09. Ueno-Okachimachi
- E-10. Shin-Okachimachi
- E-11. Kuramae
- E-12. Ryogoku
- E-13. Morishita
- E-14. Kiyosumi-Shirakawa
- E-15. Monzen-Nakacho
- E-16. Tsukishima
- E-17. Kachidoki
- E-18. Tsukiji-Shijo
- E-19. Shiodome
- E-20. Daimon
- E-21. Akabanebashi
- E-22. Azabu-Juban
- E-23. Roppongi
- E-24. Aoyama-Itchome
- E-25. Kokuritsu-Kyogijo
- E-26. Yoyogi
- E-27. Shinjuku
- E-28. Tochomae
- E-29. Nishishinjuku-Gochome
- E-30. Nakano-Sakaue
- E-31. Higashi-Nakano
- E-32. Nakai
- E-33. Ochiai-Minaminagasaki
- E-34. Shin-Egota
- E-35. Nerima
- E-36. Toshimaen
- E-37. Nerima-Kasugacho
- E-38. Hikarigaoka

### Líneas Tokyo Metro
Cuenta con nueve líneas y tiene 181 estaciones.

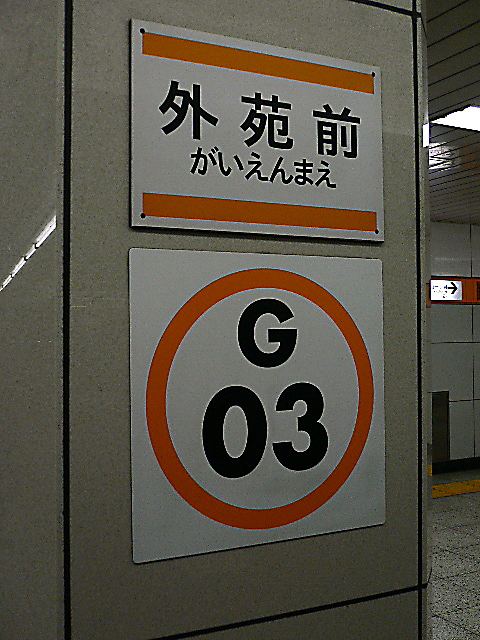
Señalamiento que indica la entrada a la estación "Gaienmae".

#### Línea Ginza (銀座線)
- G-01. Shibuya
- G-02. Omotesando
- G-03. Gaienmae
- G-04. Aoyama-Itchomoe
- G-05. Akasaka-Mitsuke
- G-06. Tameike-Sanno
- G-07. Toranomon
- G-08. Shimbashi
- G-09. Ginza
- G-10. Kyobashi
- G-11. Nihombashi
- G-12. Mitsukoshimae
- G-13. Kanda
- G-14. Suehirocho
- G-15. Ueno-Hirokoji
- G-16. Ueno
- G-17. Inaricho
- G-18. Tawaramachi
- G-19. Asakusa

#### Línea Marunouchi (丸の内線)

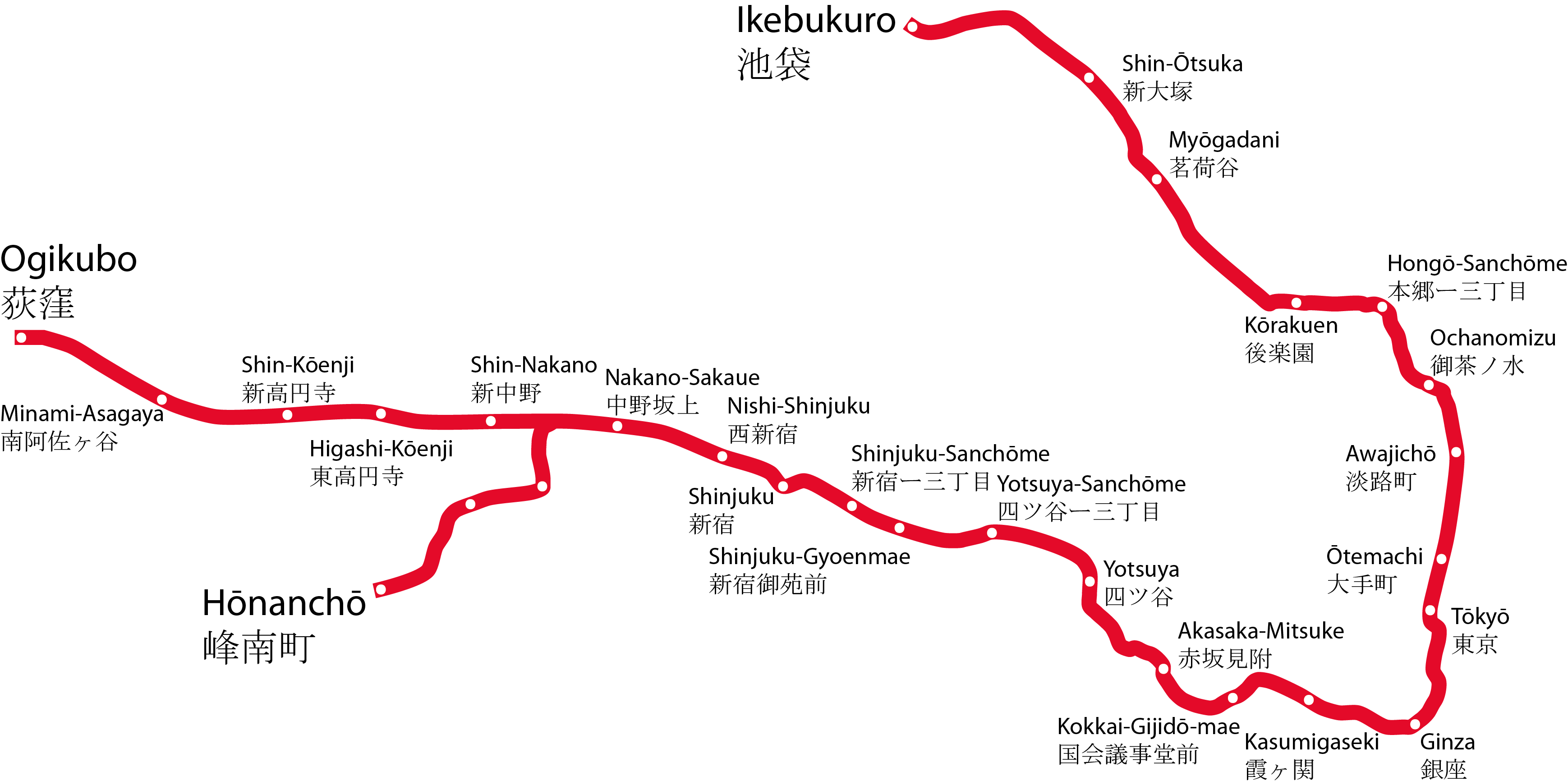
Mapa de la línea Marunouchi.

- M-01. Ojikubo
- M-02. Minami-Asagaya
- M-03. Shin-Koemji
- M-04. Higashi-Koenji
- M-05. Shin-Nakano
- Mb-03. Honancho
- Mb-04. Nakano-Fujimicho
- Mb-05. Nakano-Simbashi
- M-06. Nakano-sakaue
- M-07. Nishi-shinjuku
- M-08. Shinjuku
- M-09. Shinjuku-Sanchome
- M-10. Shinjuku-Gyoemmae
- M-11. Yotsuya-Sanchome
- M-12. Yotsuya
- M-13. Akasaka-Mitsuke
- M-14. Okkaigijidomae
- M-15. Kasumigaseki
- M-16. Ginza
- M-17. Tokio
- M-18. Otemachi
- M-19. Awajicho
- M-20. Ochanomizu
- M-21. Hongo-Sanchome
- M-22. Korakuen
- M-23. Myogadani
- M-24. Shin-Otsuka
- M-25. Ikebukuro

#### Línea Hibiya (日比谷線)

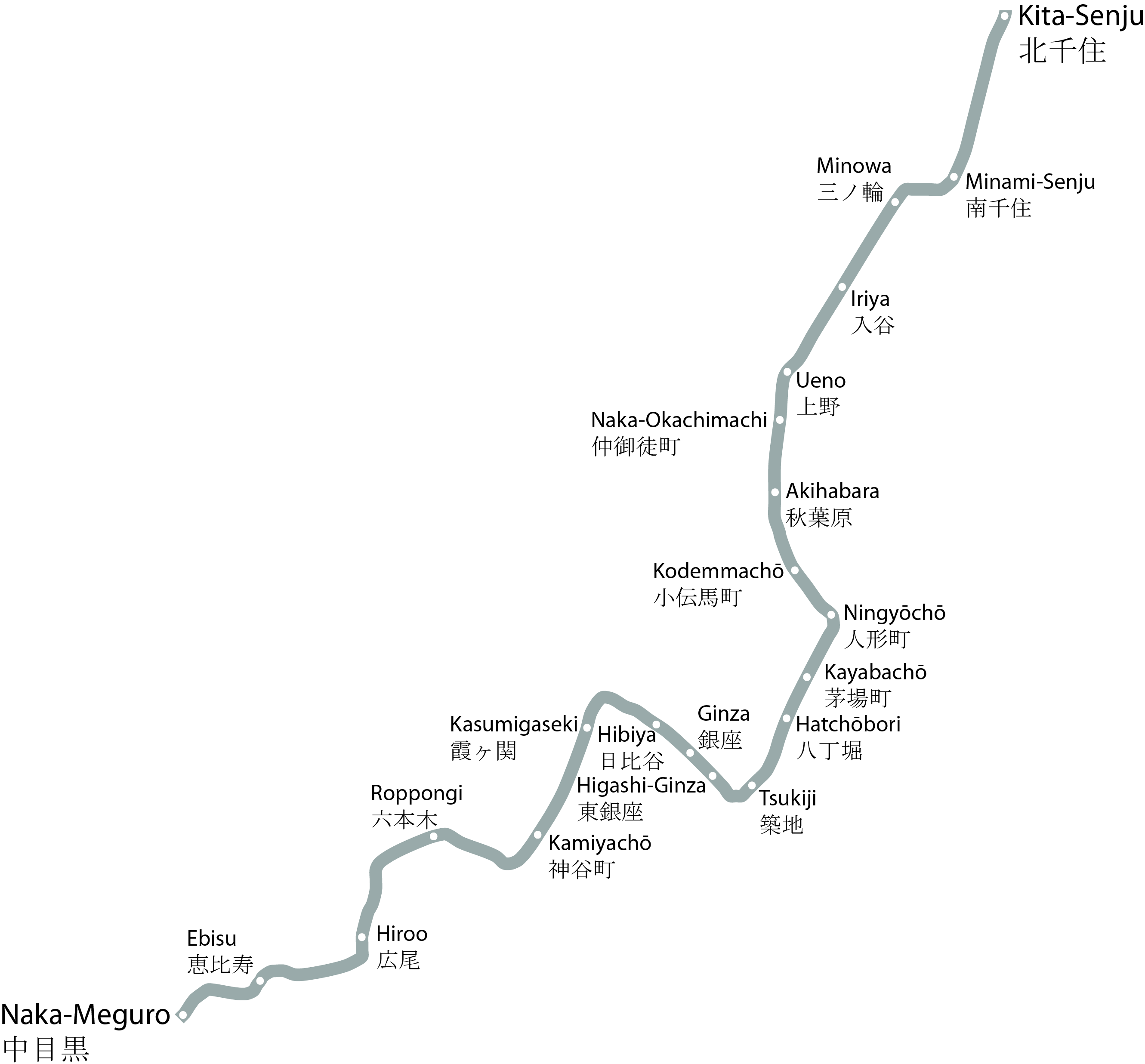
Mapa de la línea Hibiya.

- H-01. Naka-Meguro
- H-02. Ebisu
- H-03. Hiroo
- H-04. Roppongi
- H-05. Kamiyacho
- H-06. Kasumigaseki
- H-07. Hibiya
- H-08. Ginza
- H-09. Higashi-Ginza
- H-10. Tsukiji
- H-11. Hatchobori
- H-12. Kayabacho
- H-13. Ningyocho
- H-14. Kodermmacho
- H-15. Akihabara
- H-16. Naka-Okachimachi
- H-17. Ueno
- H-18. Iriya
- H-19. Minowa
- H-20. Minami-Senju
- H-21. Kita-Senju

#### Línea Tozai (東西線)

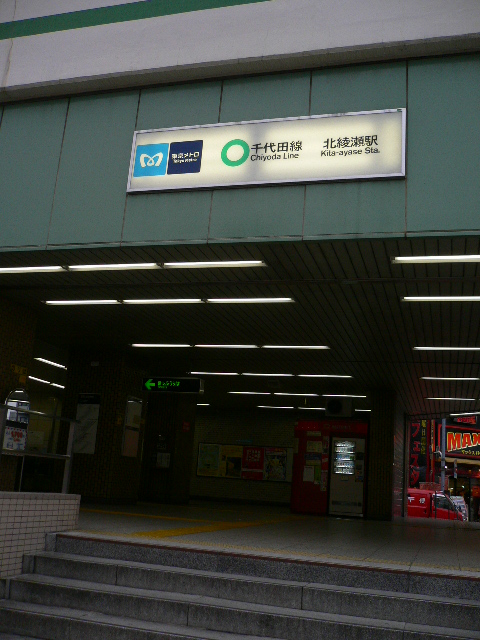
Entrada a la estación "Kitaayase" (línea C, línea Chiyoda).

- T-01. Nakano
- T-02. Ochiai
- T-03. Takadanobaba
- T-04. Waseda
- T-05. Kagurazaka
- T-06. Idabashi
- T-07. Kudanshita
- T-08. Takebashi
- T-09. Otemachi
- T-10. Nihombashi
- T-11. Kayabacho
- T-12. Mozen- Nakacho
- T-13. Kiba
- T-14. Toyocho
- T-15. Minami-Sunamachi
- T-16. Nishi-Kasai
- T-17. Kasai
- T-18. Urayasu
- T-19. Minami-Gyotoku
- T-20. Gyotoku
- T-21. Myoden
- T-22. Baraki-Nakayama
- T-23. Nishi-Funabashi

#### Línea Chiyoda (千代田線)
- C-01. Yoyogi-Uehara
- C-02. Yoyogi-Koen
- C-03. Meiji-Jingumae
- C-04. Omotesando
- C-05. Nogizaka
- C-06. Akasaka
- C-07. Kokkai-Gijidomae
- C-08. Kasumigaseki
- C-09. Hibiya
- C-10. Nijubashimae
- C-11. Otemachi
- C-12. Shin-Ochanomizu
- C-13. Yushima
- C-14. Nezu
- C-15. Sendagi
- C-16. Nishi-Nippori
- C-17. Machiya
- C-18. Kita-senju
- C-19. Ayase
- C-20. Kita-Ayase

#### Línea Yurakucho (有楽町線)

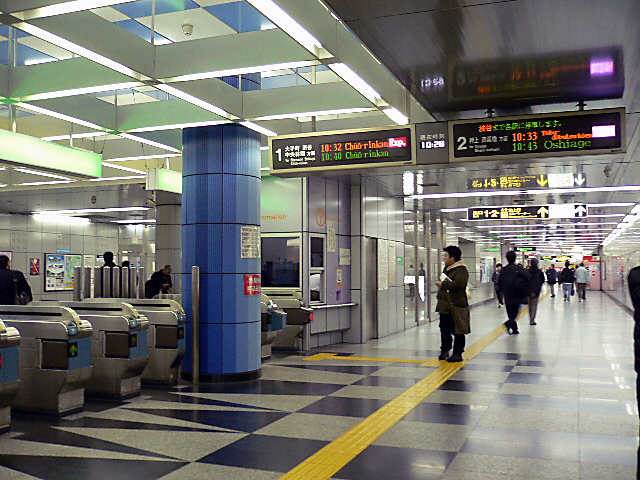
Entrada a la estación "Kishincho" (línea Z, línea Hanzomon).

- Y-01. Wakoshi
- Y-02. Chikatetsu-Narimasu
- Y-03. Chikatetsu-Akatsuka
- Y-04. Heiwadai
- Y-05. Hikawadai
- Y-06. Kotake-Mukaihara
- Y-07. Senkawa
- Y-08. Kanamecho
- Y-09. Ikebukuro
- Y-10. Higashi-Ikebukuro
- Y-11. Gokokuji
- Y-12. Edogawabashi
- Y-13. Idabashi
- Y-14. Ichigaya
- Y-15. Kojimachi
- Y-16. Nagatacho
- Y-17. Sakuradamon
- Y-18. Yurakucho
- Y-19. Ginza-Itchome
- Y-20. Shintomicho
- Y-21. Tsukishima
- Y-22. Toyosu
- Y-23. Tatsumi
- Y-24. Shin-Kiba

#### Línea Hanzomon (半蔵門線)
- Z-01. Shibuya
- Z-02. Omotesando
- Z-03. Aoyama-Itchome
- Z-04. Nagatacho
- Z-05. Hanzomon
- Z-06. Kudanshita
- Z-07. Jimbocho
- Z-08. Otemachi
- Z-09. Mitsukoshimae
- Z-10. Suitengumae
- Z-11. Kiyosumi-Shirakawa
- Z-12. Sumiyoshi
- Z-13. Kinshicho
- Z-14. Oshiage

#### Línea Nanboku (南北線)
- N-01. Meguro
- N-02. Shirokanedai
- N-03. Shirokane-Takanawa
- N-04. Azabu-Juban
- N-05. Roppongi-Itchome
- N-06. Tammeike-Sanno
- N-07. Nagatacho
- N-08. Yotsuya
- N-09. Ichigaya
- N-10. Idibashi
- N-11. Korakuen
- N-12. Todaimae
- N-13. Hon-Komagome
- N-14. Komagome
- N-15. Nishigahara
- N-16. Oji
- N-17. Oji-Kamiya
- N-18. Shimo
- N-19. Akabane-Iwabuchi

#### Línea Fukutoshin (副都心線)

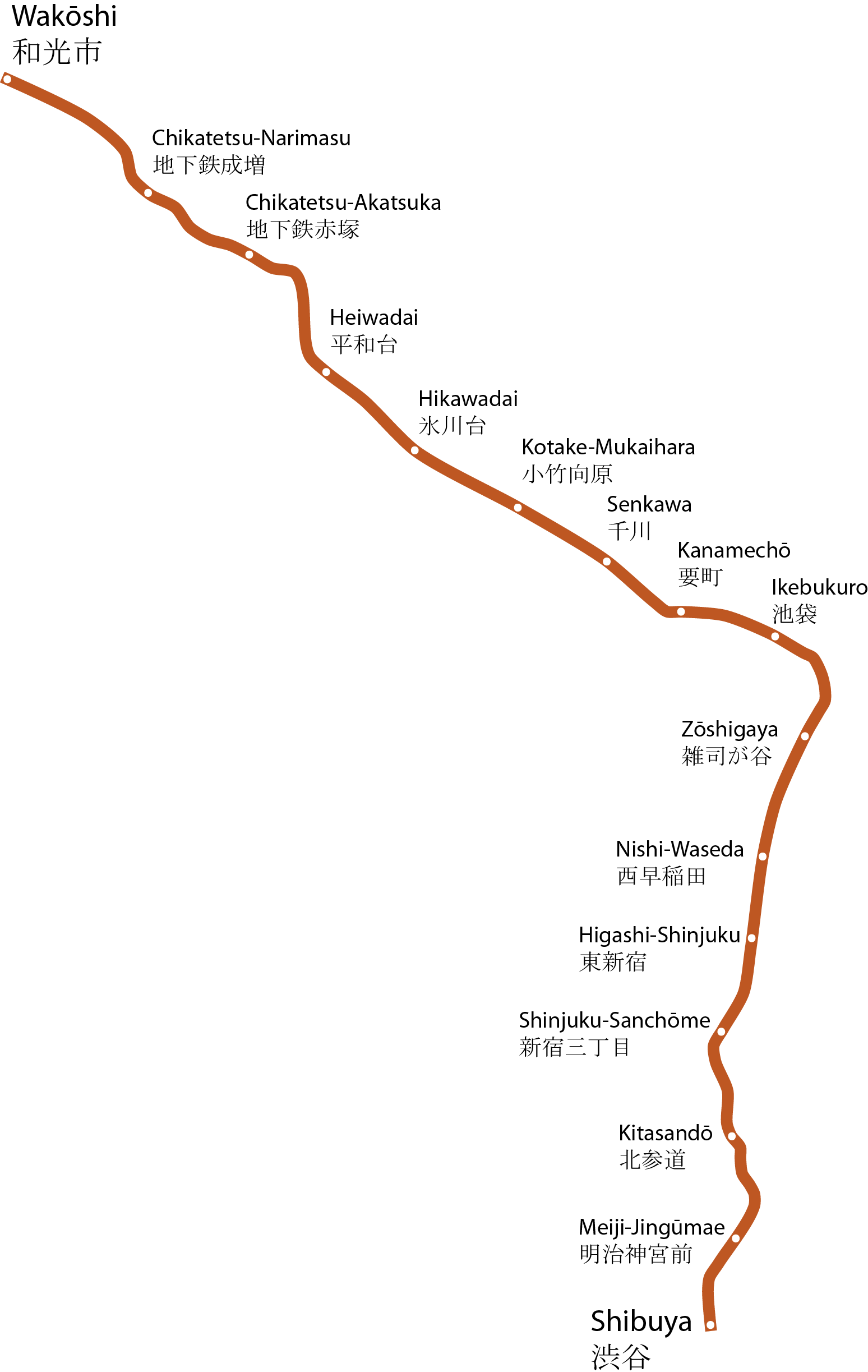
Mapa de la línea Fukutoshin.

- F-01. Wakoshi
- F-02. Chikatetsu-Narimasu
- F-03. Chikatetsu-Akatsuka
- F-04. Heiwadai
- F-05. Hikawadai
- F-06. Kotake-Mukaihara
- F-07. Senkawa
- F-08. Kanamecho
- F-09. Ikebukuro
- F-10. Zoshigaya
- F-11. Nishi-Waseda
- F-12. Higashi-Shinjuku
- F-13. Shinjuku-Sanchome
- F-14. Kita-sando
- F-15. Meiji-Jingumae
- F-16. Shibuya